# Holger Schrade
Holger Schrade (* 20. September 1963 in Oberhausen) ist ein deutscher Jurist, Präsident des Landesarbeitsgerichts Hamm sowie Präsident des Deutschen Arbeitsgerichtsverbands.

## Werdegang
Auf das 1983 abgelegte Abitur und das Studium der Rechtswissenschaften in den Jahren 1984 bis 1989 an den Universitäten Trier und Münster folgte 1992 die Promotion an der Westfälischen Wilhelms-Universität Münster zum Dr. iur. Das Referendariat am Landgericht Münster schloss Schrade 1994 ab. Daran schloss sich eine zweijährige Tätigkeit als Rechtsanwalt in einer arbeitsrechtlichen Schwerpunktkanzlei an. Im Jahr 1996 wurde Schrade zum Richter in der nordrhein-westfälischen Arbeitsgerichtsbarkeit ernannt. Tätig war er zunächst an den Arbeitsgerichten  Münster und Herne. 2001 wurde er Direktor des Arbeitsgerichts Rheine. Von 2004 bis 2006 war Schrade an das Ministerium der Justiz des Landes Nordrhein-Westfalen abgeordnet. Dort leitete er das Referat Juristenausbildung. Es folgte eine Abordnung an das Ministerium der Finanzen des Landes Nordrhein-Westfalen. Schrade war dort mit Rechtsfragen des im Aufbau befindlichen Landesamtes für Personaleinsatzmanagement befasst. Im Jahr 2007 wurde er zum Vorsitzenden Richter am Landesarbeitsgericht Hamm ernannt, 2008 erfolgte seine Ernennung zum dortigen Vizepräsidenten. Seit dem 1. August 2013 ist Schrade Präsident des Landesarbeitsgerichts Hamm. Am 14. Oktober 2020 wurde er zum Präsidenten des Deutschen Arbeitsgerichtsverbands gewählt. Schrade ist Vorstandsmitglied der Arnold-Freymuth-Gesellschaft e.V., Gründungsvorstand des Vereins zur Förderung des Arbeitsrechts an der Westfälischen Wilhelms-Universität Münster e.V. und Beiratsmitglied der Juristischen Gesellschaft Hamm e.V.
Schrade ist verheiratet und Vater zweier erwachsener Töchter.

## Veröffentlichungen
- Die Rückzahlung von Fort- und Ausbildungskosten im kollektivrechtlichen Normengefüge, Festschrift für Ingrid Schmidt, 2021, S. 895.
- Quo vadis, Arbeitsgerichtsbarkeit? Strukturfragen und anstehende Herausforderungen, Liber amicorum Franz Josef Düwell, 2021, S. 907.
- Die Digitalisierung kommt – auch für die juristische Arbeit der Gewerkschaften und Arbeitgeberverbände vor den Gerichten! PuR 2021, 237.
- mit Elking, Das eBO kommt – Verbände sollten es unmittelbar nutzen! NZA 2021, 1675.
- Herausforderung Arbeitsrecht, PuR 2020, 25.
- Die Teilzeitreform 2018 – Stärken, Schwächen und Herausforderungen für die Gerichte, ArbuR 2019, 300.
- Das Fachkammerprinzip an den Landesarbeitsgerichten, NZA 2018, 478.
- mit Katzenstein, Der Bologna-Prozess und die Spartenausbildung, DVBl 2006, 549.
- Die rechtlichen Grenzen der Entscheidung des Vormundschaftsgerichts im Rahmen des § 1643 BGB, Münsterische Beiträge zur Rechtswissenschaft, Bd. 70, Duncker & Humblot, Berlin 1993 (zugl. Univ. Münster, Diss. 1992).